# Sandsborg (tunnelbanestation)
Sandsborg är en tunnelbanestation i stadsdelen Gamla Enskede i Söderort inom Stockholms kommun.

## Namnet
Sandsborg var arrendegård under säteriet Enskede gård och ett värdshus som från 1782 låg vid nuvarande Gamla Dalarövägen på tunnelbanevallen, cirka 100 meter norr om Sockenvägen. Huset revs 1957.

## Tunnelbanan
Tunnelbanestationen ligger på T-bana 1 (gröna linjen) mellan Blåsut och Skogskyrkogården. Den ligger vid Stora Gungans väg 19/Gamla Dalarövägen 2/Dalens Allé 1/Åstorpsringen 38. Den invigdes 1 oktober 1950. Stationen ligger 4,4 kilometer från Slussen. Stationen består av en plattform utomhus, med entré från södra änden. Den renoverades under sommaren 2004. Mellan stationerna Sandsborg i norr och Skogskyrkogården i söder ligger Sandsborgs kyrkogård.

## Popkulturella referenser
Eric Gadds hitlåt "Do You Believe In Me" från 1991 tillkom vid Sandborgs t-banestation. "Låten ploppade upp i huvudet när jag satt och frös på Sandsborgs t-banestation, två hållplatser från Gullmarsplan. I stället för att ta tåget sprang jag hem och skrev ned hela låten, både vers och refräng bara rätt upp och ned. Jag hörde till och med de konstiga funkpartierna i huvudet. Men så brukar det gå till, mina låtar trillar på mig i de mest otänkbara situationer."

## Bilder

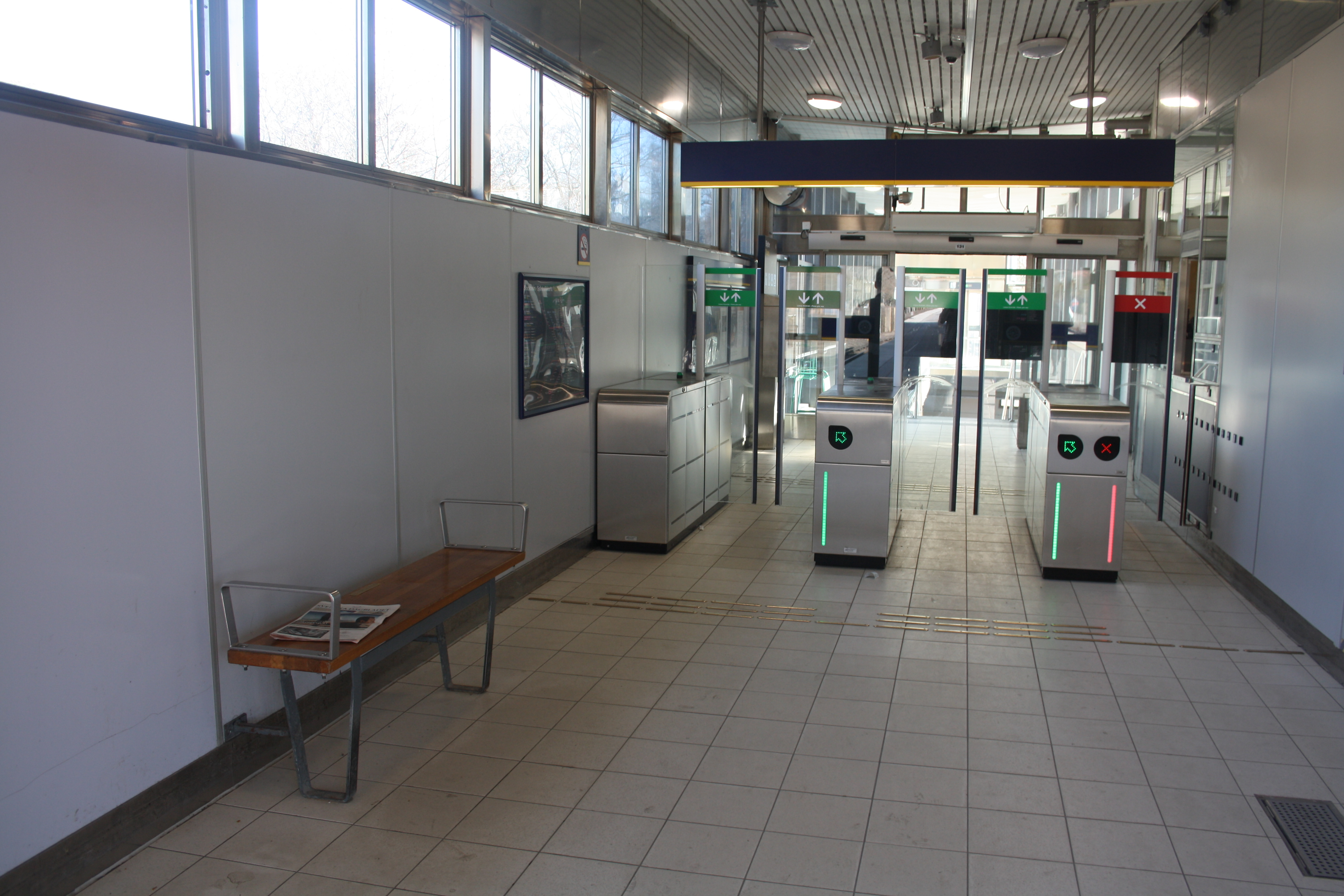
Vänthallen
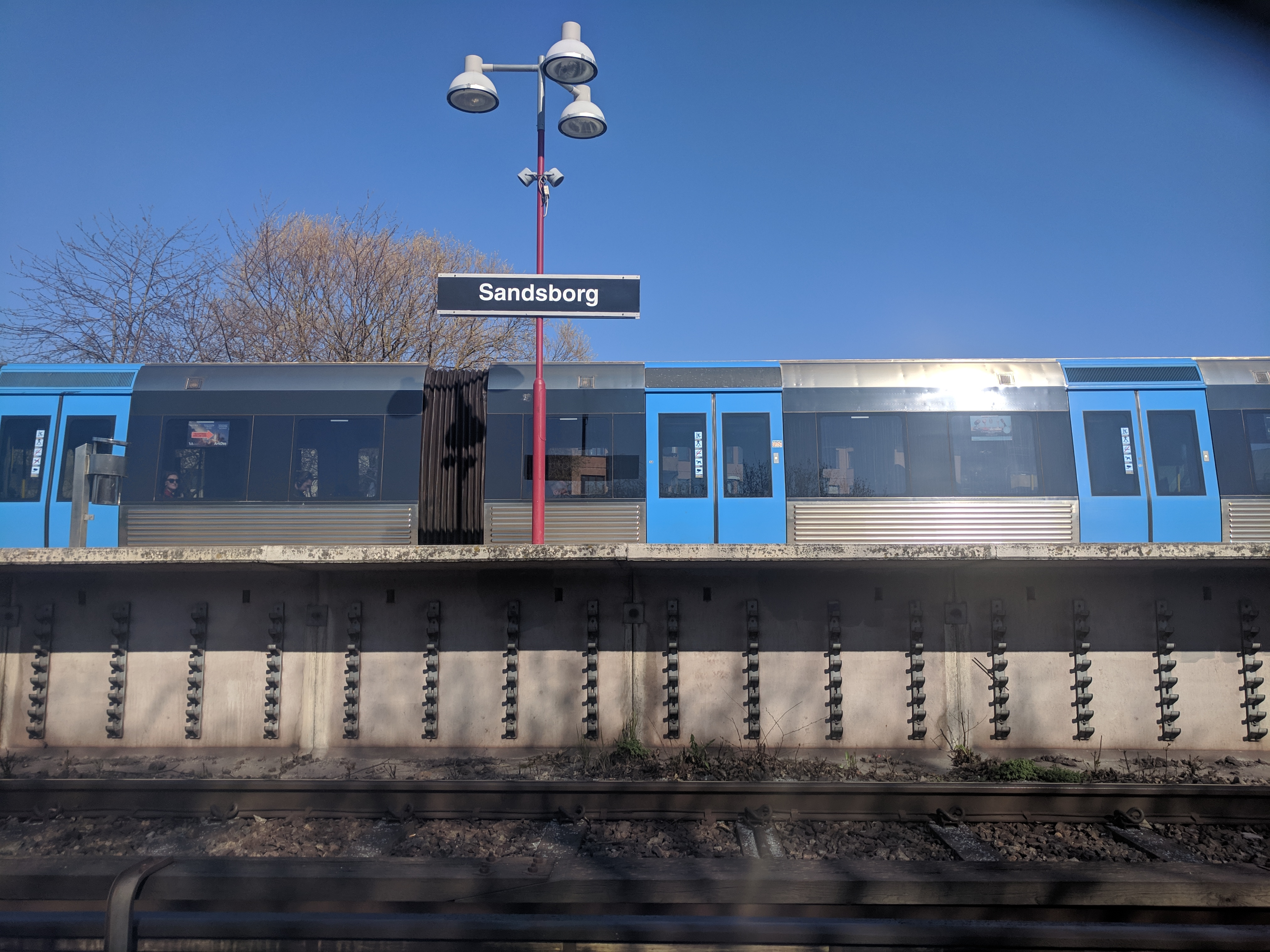
Stationen med perrong
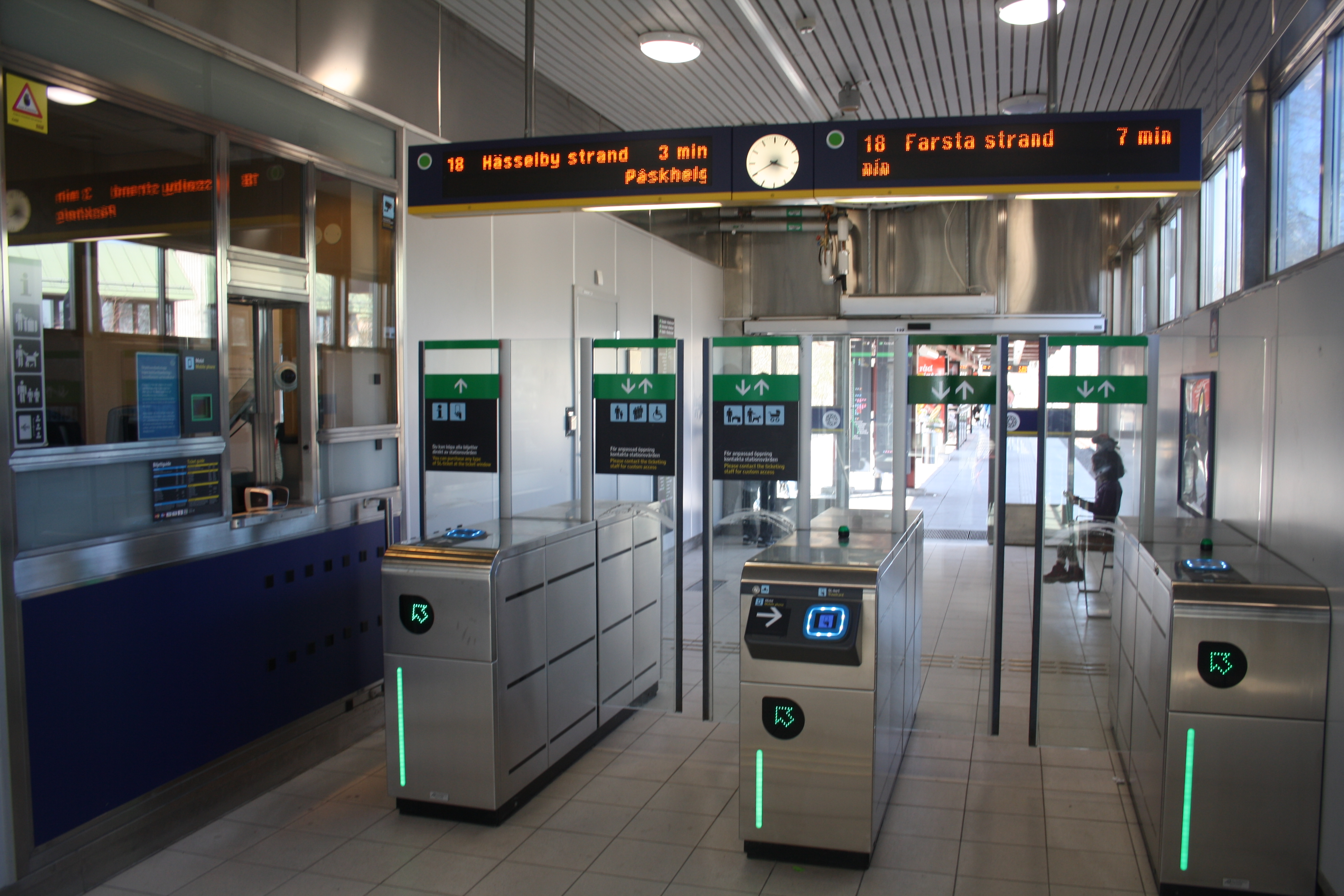
Biljetthallen
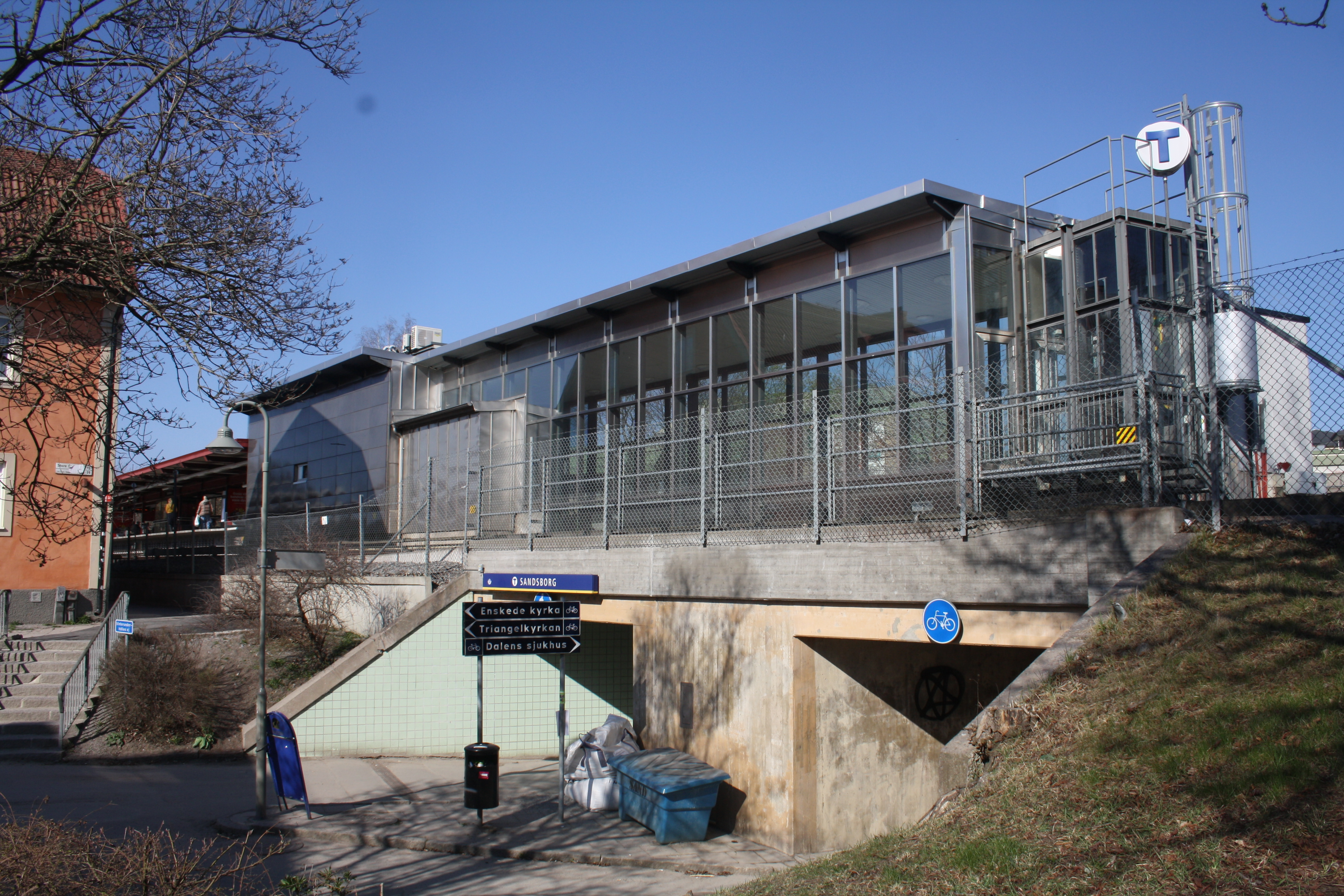
Ingång
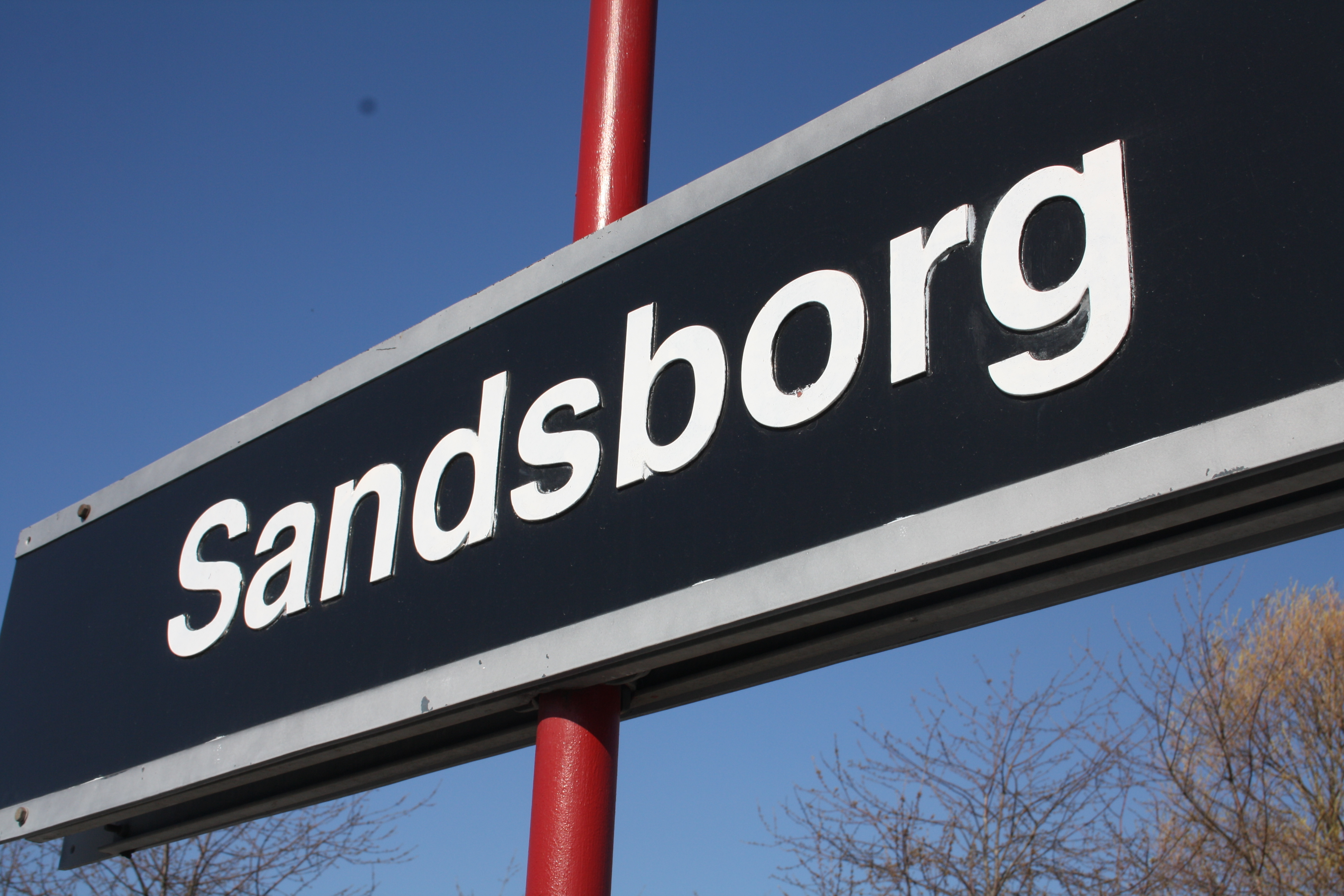
Stationsskylt
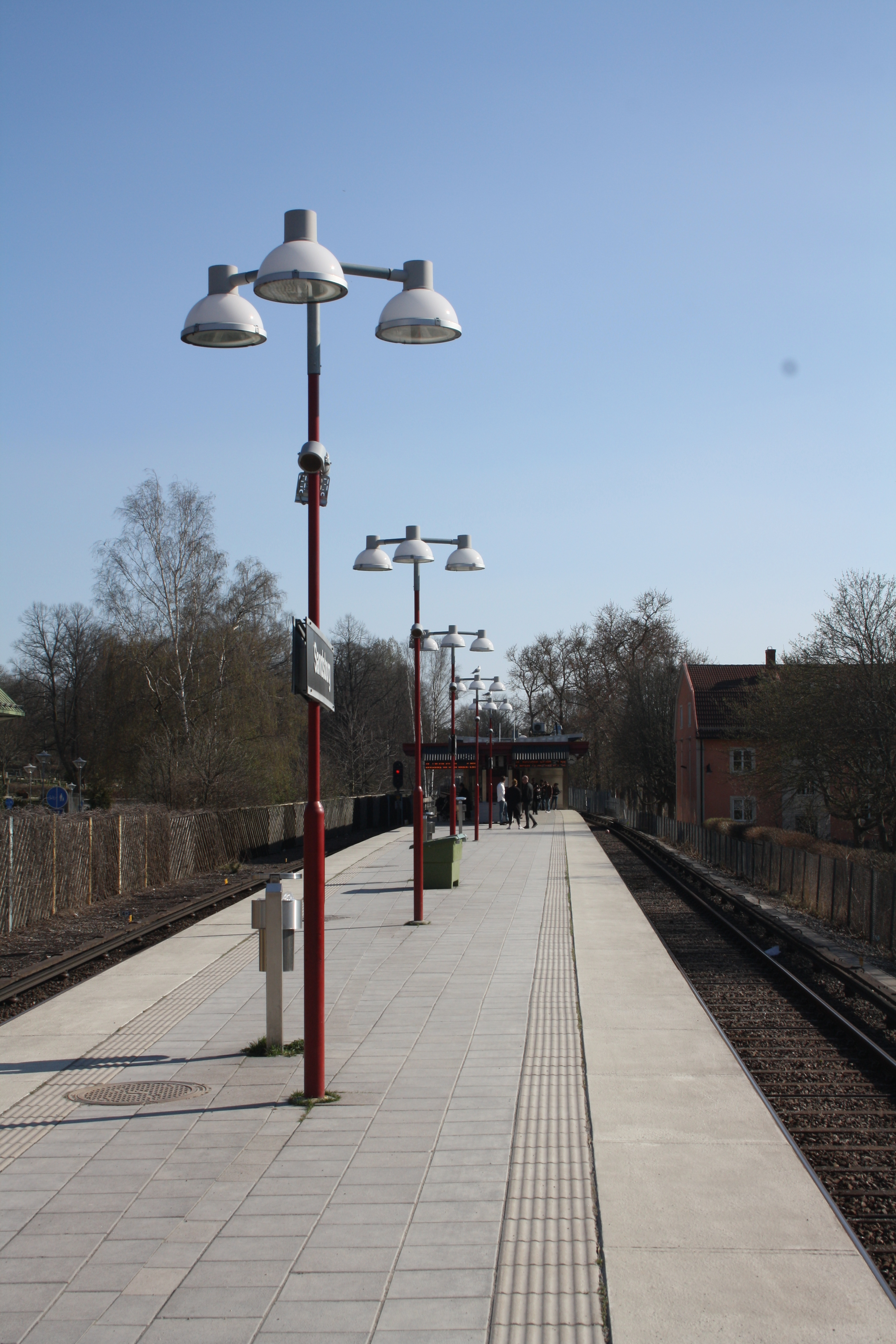
Perrongen